# Xaenapta humeralis
Xaenapta humeralis là một loài bọ cánh cứng trong họ Cerambycidae.